# جیم استوارت
جیم استوارت (انگلیسی: Jim Stewart؛ زادهٔ ۹ مارس ۱۹۵۴) بازیکن فوتبال اهل اسکاتلند بود.
از باشگاه‌هایی که در آن بازی کرده‌است می‌توان به باشگاه فوتبال دومبارتون، باشگاه فوتبال رنجرز، باشگاه فوتبال کیلمارنوک، باشگاه فوتبال پاتریک تیسل، باشگاه فوتبال میدلزبرو و باشگاه فوتبال سنت میرن اشاره کرد.
وی همچنین در تیم ملی فوتبال اسکاتلند بازی کرده‌است.